# Stingshot
Stingshot (англ. «укол жалом») — американский одноразовый ручной противотанковый гранатомёт, лицензионная модификация французского гранатомёта APILAS, модифицированная под требования Вооружённых сил США. Заводские испытания и демонстрация боевых возможностей гранатомёта для потенциальных заказчиков (видов вооружённых сил) проходили в 1983—1984 гг. На вооружение принят не был из соображений экономии бюджетных средств (стоил в десять раз дороже уже имеющегося на вооружении M72A3).

## История
Первый показ боевых возможностей РПГ «Апилас» в США состоялся на Абердинском испытательном полигоне 14 июля 1981 года, по итогам совещания в Управлении начальника вооружения Армии США была закуплена опытная партия (70 РПГ), испытания проходили в период с 1 апреля по 31 июля 1983 года там же.
Лицензию на производство в США под местным названием («Стингшот») Winchester Group Defense Products (подразделение Olin Corporation) приобрела у своего французского контрагента, исходного разработчика гранатомёта, фирмы Manurhin. Серийное производство, в случае получения крупного правительственного заказа на поставку гранатомётов для Армии и Корпуса морской пехоты, предполагалось развернуть на заводах в Ист-Олтоне, штат Иллинойс (Olin Brass), и Стамфорде, штат Коннектикут (Winchester).
Руководство Olin продвигало «Стингшот» на рынок как самый мощный противотанковый гранатомёт, пробивающий лобовую броню советских тяжёлых танков и железобетонные фортификационные сооружения, — в ответ на заявления противников принятия «Стингшота» на вооружение, о том, что гранатомёт был разработан за границей, во Франции, руководство Olin парировало встречной риторикой, что практически все самые эффективные военные инновации послевоенного времени были рождены за рубежом, кроме того, такой подход по их словам вполне соответствовал корпоративной политике Olin, направленной на заимствование наиболее передовых иностранных военных технологий, и позволял государству сэкономить миллионы долларов бюджетных средств на модернизацию производственного оборудования и на производственные расходы вообще, нежели тратить их на расходы, сопряжённые с разработкой оружия. Специально для «Стингшота» химики из исследовательских лабораторий Olin Chemicals Division в Нью-Йорке синтезировали новый сорт взрывчатого вещества на основе октогена.
Ввиду принятия решения о сохранении на вооружении M72A3, американское производство ограничилось выпуском малой опытной партии в 1983—1984 гг. для заводских испытаний и демонстрационных нужд.

## Тактико-технические характеристики
Источники информации: 
- Способ ведения стрельбы — со станка или с плеча
- Прицельные приспособления — механический прицел (встроенный), цифровой тепловизионный оптический прицел (съёмный)
- Калибр — 108 мм
- Тип БЧ — кумулятивная цельнолитая
- Масса гранатомёта — 9,1 кг
- Масса гранаты — 6,9 кг
- Масса пускового устройства — 2,2 кг
- Масса заряда ВВ — 1,5 кг
- Тип ВВ — октогеновая смесь
- Длина гранаты — 1000 мм
- Начальная скорость полёта гранаты — 295 м/сек
- Эффективная дальность стрельбы
  - по неподвижной цели — 600 м
  - по движущейся цели — 300 м
  - по движущейся цели со станка-треноги с компьютеризованным прицелом — 600 м
- Пробивающая способность[7][8]
  - броневая сталь — 710 мм
  - железобетон — 2130 мм